# 管貞
管貞，字源清，江西宁都人。明朝政治人物，进士。
洪武四年（1371年），管貞中辛亥科三甲第四十七名进士。后授阳谷县丞，后遇贼寇叛乱而被害。